# Сухі ліси Юкатану
Сухі ліси Юкатану (ідентифікатор WWF: NT0235) — неотропічний екорегіон тропічних та субтропічних сухих широколистяних лісів, розташований на півострові Юкатан.

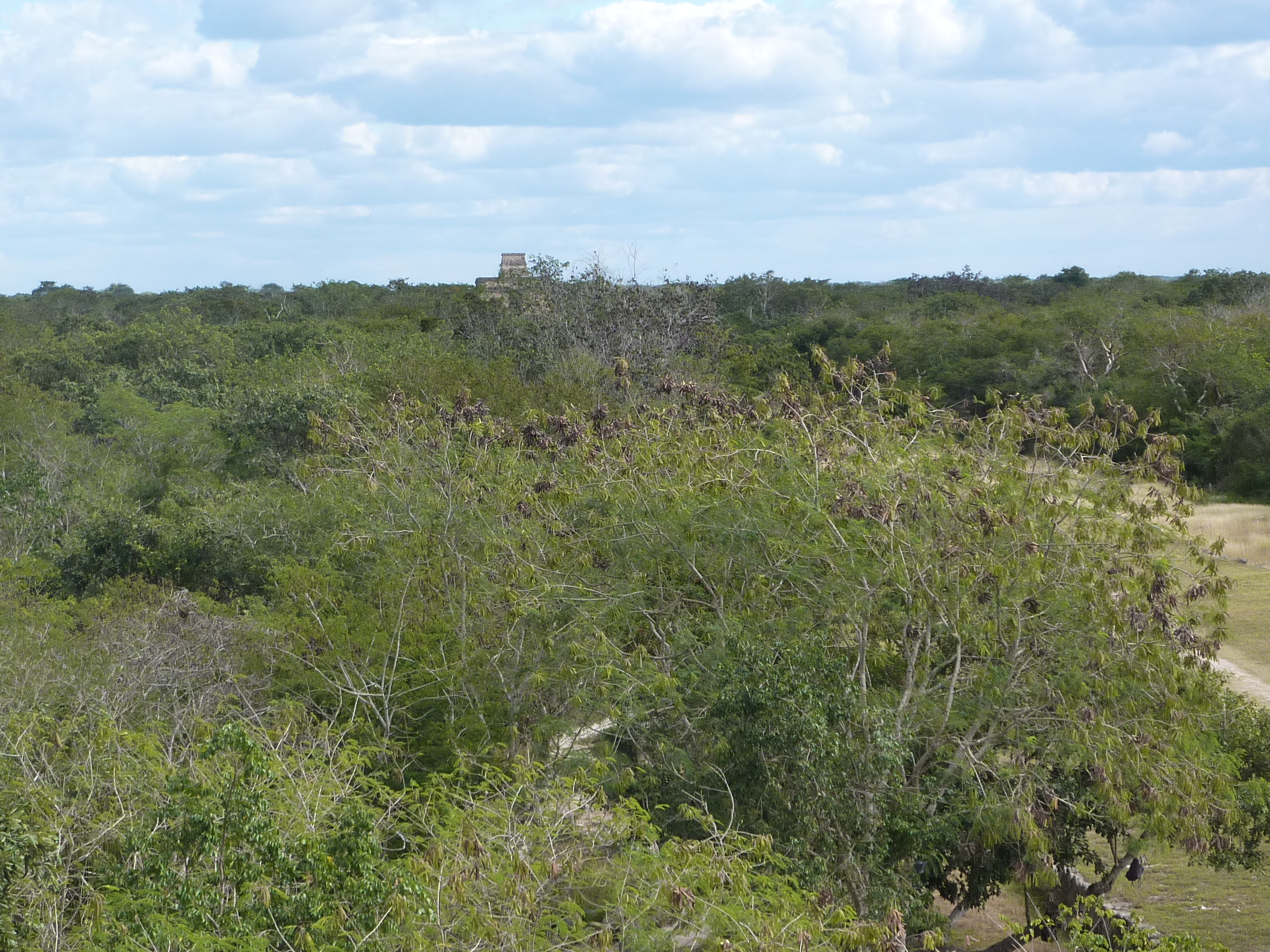
Ліс навколо руїн маянського міста Цибільчальтун (Юкатан)

## Географія
Екорегіон сухих лісів Юкатану охоплює північно-західну частину півострова Юкатан, розташованого на північному сході Центральної Америки. Цей півострів простягається на північний схід і відділяє Мексиканську затоку на півночі і заході від Карибського моря на сході. Юкатанська протока на сході відділяє Юкатан від Куби, найбільшого острова Карибів. Сухі ліси Юкатану переважно поширені в межах мексиканського штату Юкатан та північної частини штату Кампече, а також включають деякі райони на північному заході штату Кінтана-Роо.
Північна частина екорегіону переважно представлена низовинами, а південна — невисокими пагорбами Пууку, висота яких не перевищує 400 м над рівнем моря. З геологічної точки зору основу Юкатану складають коралові вапняки та інші карбонатні породи. Тут широко зустрічаються різноманітні карстові форми рельєфу, серед яких найбільш характерні сеноти — карстові воронки, деякі з яких заповнені водою. Особливо багато сенотів зустрічаються уздовж краю кратеру Чиксулуб, який утворився там, де 66 мільйонів років тому впав великий астероїд, спричинивши вимирання динозаврів. Завдяки карстовій геології та вапняковим ґрунтам, які погано утримують вологу, в регіоні є дуже мало постійних річок, незважаючи на вологий клімат. 
На півдні та сході сухі ліси Юкатану переходять у вологі ліси Юкатану, поширені на більшій частині півострова. У прибережних районах Юкатану поширені мангрові ліси, які складають низку окремих екорегіонів, зокрема мангри Петеносу та мангри Ріа-Лагартосу.

## Клімат
В межах екорегіону переважає саванний клімат (Aw за класифікацією кліматів Кеппена), у а деяких прибережних районах на північному заході — напівпустельний клімат (BSh за класифікацією Кеппена). Середньорічна кількість опадів тут не перевищує 1200 мм. Взимку в регіоні триває сухий сезон.

## Флора
Рослинний покрив екорегіону представлений сухими тропічними лісами та колючими чагарниками. Більшість дерев і кущів на північному заході Юкатанського півострова скидають листя під час тривалого сухого сезону. Тут зустрічається багато кактусів, особливо ближче до узбережжя. Трав'янистих рослин у лісах зустрічається мало і підлісок у них, як правило, розріджений.
Серед дерев, поширених в лісах у центральній частині екорегіону, слід відзначити несправжній тамаринд (Lysiloma latisiliquum) та звичайну пісцідію (Piscidia piscipula), а також мексиканську альварадоа (Alvaradoa amorphoides), гумбо-лімбо (Bursera simaruba), духмяну кедрелу (Cedrela odorata), фарбувальну маклюру (Maclura tinctoria), кубинську кордію (Cordia gerascanthus) та зморшкуватий довгоплідник (Lonchocarpus rugosus). У інших місцевостях поширені дерева якс-нік (Vitex gaumeri), маянські горіхи (Brosimum alicastrum), цезальпінії Гаумера (Caesalpinia gaumeri), бавовняні дерева (Ceiba pentandra) та смердючі сідероксилони (Sideroxylon foetidissimum). Уздовж північного узбережжя півострова Юкатан у великій кількості ростуть високі колоноподібні кактуси, зокрема волохаті кактуси Гаумера (Pilosocereus gaumeri), ребристі кактуси Гаумера (Pterocereus gaumeri) та мексиканські органні кактуси (Stenocereus griseus). Трав, епіфітів та грибів в регіоні зустрічається мало, однак на деяких деревах ростуть епіфітні бромелії, зокрема повітряники (Tillandsia spp.).
Сухі ліси Юкатану ізольовані від інших сухих лісів Мексики і Центральної Америки морем та великими масивами вологих лісів. Внаслідок ізоляції ці ліси характеризуються високим рівнем ендемізму, який досягає 10 % від загальної кількості видів. У північній частині регіону зустрічається 10 із 14 ендемічних для півострова Юкатан видів кактусів. Багато ендемічних видів, поширених в екорегіоні, перебувають під загрозою зникнення, 

## Фауна
У лісах і чагарниках екорегіону зустрічається 96 видів ссавців. Серед великих ссавців, поширених на північному заході Юкатанського півострова, слід відзначити юкатанського білохвостого оленя (Odocoileus virginianus yucatanesis), ошийникового пекарі (Dicotyles tajacu), звичайного пекарі (Tayassu pecari) та центральноамериканську коату (Ateles geoffroyi), а також найбільших хижаків Месоамерики — ягуарів (Panthera onca) та пум (Puma concolor). 
Серед інших хижих ссавців, поширених у сухих лісах Юкатану, слід відзначити оцелота (Leopardus pardalis), маргая (Leopardus wiedii), ягуарунді (Herpailurus yagouaroundi), сіру лисицю (Urocyon cinereoargenteus), тайру (Eira barbara), кінкажу (Potos flavus), білоносу носуху (Nasua narica), великого гризона (Galictis vittata), південного плямистого скунса (Spilogale angustifrons) та звичайного ракуна (Procyon lotor). Також в екорегіоні поширені численні дрібні ссавці, зокрема флоридські кролики (Sylvilagus floridanus), низинні паки (Cuniculus paca), центральноамериканські агуті (Dasyprocta punctata), юкатанські вивірки (Sciurus yucatanensis), кучеряві гоферики (Heterogeomys hispidus), великовухі лазаючі миші (Ototylomys phyllotis), мексиканські коенду (Coendou mexicanus), віргінські опосуми (Didelphis virginiana), південні опосуми (Didelphis marsupialis), мексиканські мишачі опосуми (Marmosa mexicana), дев'ятипоясні броненосці (Dasypus novemcinctus), північні тамандуа (Tamandua mexicana) та різноманітні рукокрилі, зокрема ямайські плодоїди (Artibeus jamaicensis) та звичайні вампіри (Desmodus rotundus). 
Майже ендемічними представниками екорегіону є юкатанські мазами (Odocoileus pandora), юкатанські вечірні миші (Otonyctomys hatti), юкатанські оленячі миші (Peromyscus yucatanicus), колючі торбомиші Гаумера (Heteromys gaumeri), юкатанські дрібновухі мідиці (Cryptotis mayensis) та юкатанські жовті кажани (Rhogeessa aeneus).
Орнітофауна екорегіону нараховує приблизно 290 видів птахів. Серед птахів, поширених в сухих лісах регіону, слід відзначити чагарникового татаупу (Crypturellus cinnamomeus), східну чачалаку (Ortalis vetula), білокрилу зенаїду (Zenaida asiatica), малу таязуру-подорожника (Geococcyx velox), велику піаю (Piaya cayana), малого ані (Crotophaga sulcirostris), червонодзьобого колібрі-смарагда (Cynanthus canivetii), зеленогрудого колібрі-манго (Anthracothorax prevostii), гватемальську агиртрію (Chlorestes candida), юкатанську амазилію (Amazilia yucatanensis), руду амазилію (Amazilia rutila), великодзьобого канюка (Rupornis magnirostris), саванову катарту (Cathartes burrovianus), рудого сичика-горобця (Glaucidium brasilianum), синьоголового трогона (Trogon caligatus), рудочеревого момота (Eumomota superciliosa), золотоголову гілу (Melanerpes aurifrons), білолобого амазона (Amazona albifrons), ямайського аратингу (Eupsittula nana), смугастого сорокуша (Thamnophilus doliatus), мексиканського мухолова (Formicarius moniliger), мексиканського кокоа (Xiphorhynchus flavigaster), маскову бекарду (Tityra semifasciata), північного віялочуба (Onychorhynchus mexicanus), тропічного тирана (Tyrannus melancholicus), велику пітангу (Pitangus sulphuratus), золотогузого атілу (Attila spadiceus), білочеревого віреона (Vireo flavoviridis), буру паю (Psilorhinus morio), жовточереву паю (Cyanocorax luxuosus), плямистого поплітника (Pheugopedius maculipectus), сивого пересмішника (Mimus gilvus), бронзового дрозда (Turdus grayi), чагарникову гутураму (Euphonia affinis), бананового трупіала (Icterus prosthemelas) та якарину (Volatinia jacarina).
Ендеміками екорегіону є юкатанські комароловки (Polioptila albiventris) та юкатанські різжаки (Campylorhynchus yucatanicus), а майже ендемічними його представниками — малі індики (Meleagris ocellata), білоброві перепелиці (Colinus nigrogularis), юкатанські леляки (Nyctiphrynus yucatanicus), юкатанські дрімлюги (Antrostomus badius), мексиканські колібрі-вилохвости (Doricha eliza), юкатанські колібрі-шаблекрили (Pampa pampa), юкатанські амазони (Amazona xantholora), юкатанські гіли (Melanerpes pygmaeus), юкатанські копетони (Myiarchus yucatanensis), юкатанські паї (Cyanocorax yucatanicus), юкатанські трупіали (Icterus auratus), чорні пересмішники (Melanoptila glabrirostris) та сірогорлі гранатели (Granatellus sallaei).
Герпетофауна екорегіону характеризується високим різноманіттям. Серед плазунів, поширених у лісах на північному заході Юкатанського півострова, слід відзначити юкатанську колючу ігуану (Sceloporus chrysostictus), колючу ігуану Ланделла (Sceloporus lundelli), маянського чорноголового сцинка (Mesoscincus schwartzei), юкатанського смугастого гекона (Coleonyx elegans), тьмяну чорносмугу змію (Coniophanes schmidti), юкатанську безсмугу змію (Coniophanes meridanus), юкатанську білогубу змію (Symphimus mayae), карликову слимакоїдну змію (Geophis sanniolus), юкатанську свиноносу гадюку (Porthidium yucatanicum), юкатанського гримучника (Crotalus tzabcan) та імператорського удава (Boa imperator).

## Збереження
Значна частина лісів регіону була знищена та замінена плантаціями хенекену, пасовищами та іншими сільськогосподарськими угіддями, або значно деградувала внаслідок надмірного випасу худоби і перетворилася на вторинні зарості. Юкатанські кактуси, що перебувають під загрозою зникнення, стають дедалі рідкіснішими через збільшення незаконного вилучення цих рослин з їх рідних місцезростань заради продажу на національному та міжнародному ринках.
Оцінка 2017 року показала, що 1723 км², або 3 % екорегіону, є заповідними територіями. Природоохоронні території включають: Біосферний заповідник Ріа-Лагартос, Біосферний заповідник Лос-Петенес, Національний парк Цибільчальтун, Державний заповідник Анільйо-де-Сенотес, Державний заповідник Цілам та Державний біокультурний заповідник Пуук.